# Tőserdő megállóhely
Tőserdő megállóhely egy Bács-Kiskun vármegyei vasúti megállóhely, Lakitelek településen, a MÁV üzemeltetésében. A megállóhely a település központjától, sőt Tőserdő településrésztől is délre fekszik, a Tőserdei vadászkastély közelében, közúti megközelítését a 4625-ös út biztosítja.

## Vasútvonalak
A megállóhelyet az alábbi vasútvonalak érintik:
- Kiskunfélegyháza–Kunszentmárton-vasútvonal

## Kapcsolódó állomások
A megállóhelyhez az alábbi állomások vannak a legközelebb:
- Tiszaalpár felső megállóhely
- Árpádszállás megállóhely

## Forgalom
| Járat        | Útvonal | Gyakoriság |
| ------------ | --- | ---------- |
| személyvonat | Kiskunfélegyháza – Petőfiváros – Kismindszenti út – Borsihalom – Tiszaalpár alsó – Tiszaalpár – Tiszaalpár felső – Tőserdő – Árpádszállás – Lakitelek – Tiszaug-Tiszahídfő – Tiszaug – Tiszasas – Csépa – Szelevény – Kunszentmárton – Nagytőke – Szentes | Napi 5 pár |